# Штакельберг, Эрнест Густавович
Граф Эрнест Густавович фон Штакельберг (нем. Ernst Johann Graf von Stackelberg; 21 марта (2 апреля) 1814, Вена — 30 апреля (12 мая) 1870, Париж) — генерал от артиллерии, генерал-адъютант русской императорской армии. Сын крупного дипломата Густава Штакельберга. Дипломат и писатель. Участвовал в обороне Севастополя.

## Биография
Происходил из остзейского дворянского рода Штакельбергов. Родился 21 марта (2 апреля) 1814 года в Вене, где его отец возглавлял русское посольство. Получив домашнее воспитание, он поступил на военную службу в конце 1832 года фейерверкером в лейб-гвардии конную артиллерию. В начале 1833 года он был переименован в юнкера, а затем в 1834 году произведён в прапорщики. Прослужив два года в конной артиллерии, Штакельберг был командирован на Кавказ, где принимал участие в нескольких экспедициях: в 1836 году — на Кубань в составе отрядов под начальством генерала Вельяминова и в 1837 году — в экспедициях против чеченцев, где был контужен.
За оказанные отличия он был произведён в подпоручики и в конце того же года перемещён адъютантом к военному министру графу Чернышеву. В этой должности Штакельберг исполнял немало поручений, преимущественно по хозяйственной части, наблюдая за заготовками и доставками провианта для различных частей войск. В 1840 году он был произведён в поручики и снова командирован на Кавказ для участия в военных действиях. Штакельберг сперва находился в отряде генерал-лейтенанта Галафеева, действовавшем против чеченцев, и принимал участие в сражении при переправе через реку Валерик в Чехинском лесу.
Затем он был в отряде начальника правого фланга Кавказской линии генерала Г. Х. Засса и действовал против закубанских горцев. За оказанные им отличия Штакельберг удостоился чина штабс-капитана и ордена святого Владимира 4 степени. Возвратясь с Кавказа в 1841 году, он занимал прежнюю должность адъютанта и в 1843 году был произведён в полковники, с назначением состоять при министре для особых поручений.
В 1844 году Штакельберг был назначен членом общего присутствия комиссариатского департамента и занимал эту должность до 1846 года, когда по расстроенному здоровью был уволен в бессрочный отпуск. Но в 1848 году Штакельберг был вновь зачислен на действительную службу и назначен состоять при миссии в Париже. Эта новая деятельность его была очень непродолжительна: через несколько месяцев он был назначен начальником 1 отделения канцелярии военного министра, а затем снова для особых поручений при министре.

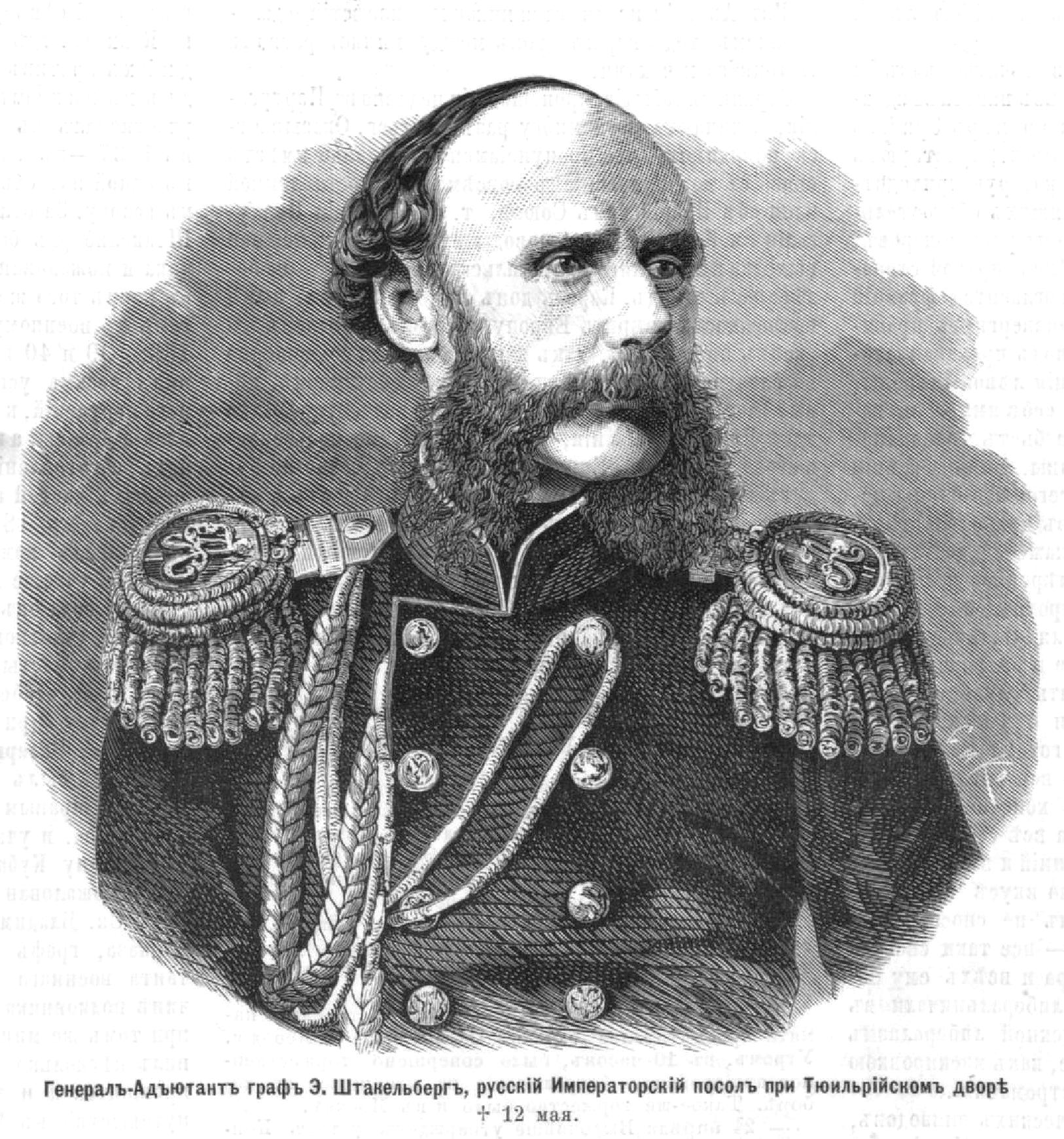
граф Штакельберг

В 1852 году Штакельберг состоял при посольстве России в Вене. Тогда же он был произведён в генерал-майоры, а в 1853 году назначен в свиту Его Величества. В 1856 году ему был вверен пост чрезвычайного посланника и полномочного министра при дворе короля Сардинского; этот пост он занимал пять лет, до 1861 года. В 1860 году Штакельберг был пожалован званием генерал-адъютанта Его Величества. В 1861 году назначен чрезвычайным посланником и полномочным министром в Испании, в 1862 году — в Италии, в 1864 году — в Австрии, а в 1868 году чрезвычайным и полномочным послом во Франции. В 1869 году был произведён в генералы от артиллерии.
Скончался в Париже 30 апреля (12 мая) 1870 года. По словам современницы, он был страстно влюблен в графиню Луизу де Мерси-Аржанто, это чувство, подогреваемое её кокетством, способствовало развитию его болезни, которая началась в марте 1870 года острым бронхитом и карбункулом на затылке. О нём искренно все сожалели. Был искусным дипломатом и понимал выгоды России, был крайне доступный всем русским, приезжающим в Париж, и помогал каждому чем мог.

## Семья

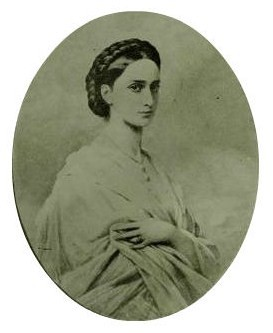
Мария де Тамизье, жена

Жена (с 18.06.1851; Париж) — маркиза Мария Антуанетта де Тамизье (24.07.1831—07.06.1860), дочь маркиза Пьера де Тамизье, секретаря французского посольства в Петербурге (1829) и владельца нормандского поместья Бур-Сен-Леонар. По отзыву современницы, графиня Штакельберг была красивой женщиной, очень милой и любезной в общении. Императрица Александра Фёдоровна оказывала ей особую благосклонность, из-за чего она была объектом интриг со стороны её приближённых. Погибла в Турине, выпав из кабриолета: лошадь, которой правил ёё супруг, понесла. В браке родились сыновья — Густав (1853—1917) и Александр (1857—1881).
Рано оставшись сиротами, братья Штакельберги находились под опекой графа и графини Чапских. Жили в Петербурге в доме на Миллионной улице, 16. Воспитывались австрийским профессором Конигом, говорили по-французски, по-английски, по-немецки и немного по-испански. Унаследовав огромное состояние, они растрачивали его на собственные прихоти. Впоследствии, попав в дурную компанию, пристрастились к вину и другим порокам. Младший Александр истратил более ста тысяч рублей на строительство цирка Чинизелли лишь потому, что хозяин цирка, презрев отцовский долг, пообещал отдать ему в наложницы собственную дочь. Старший сын Густав, генерал-лейтенант и шталмейстер двора, женатый на графине Фёкле Павловне Шуваловой, был жестоко убит большевиками в Петрограде в 1917 году.